# Половое сношение и иные действия сексуального характера с лицом, не достигшим шестнадцатилетнего возраста, в уголовном праве России
Половое сношение и иные действия сексуального характера с лицом, не достигшим шестнадцатилетнего возраста в уголовном праве России — деяние, являющееся преступным согласно статье 134 Уголовного кодекса РФ. Уголовная ответственность устанавливается за половое сношение, мужеложство и лесбиянство с лицом, не достигшим 16-летнего возраста, совершенное лицом, достигшим 18-летнего возраста.

### Объект преступления
Основным непосредственным объектом данного преступления является половая неприкосновенность лица, не достигшего 16-летнего возраста. Кроме того, в качестве дополнительного объекта выступают интересы нормального психического и физического развития несовершеннолетних. Как отмечается, раннее начало половой жизни, особенно при значительной разнице в возрасте партнёров, может приводить к нарушению процесса формирования нравственных установок, касающихся сексуальных отношений, к возникновению у потерпевших циничного отношения к половым контактам. Жертвы таких преступлений чаще демонстрируют распущенность в половой жизни, легче вовлекаются в занятие проституцией. Вовлечение в сексуальные отношения в подростковом возрасте детерминирует совершение в будущем сексуальных преступлений жертвами такого вовлечения.
Факультативным объектом выступает здоровье лица, не достигшего 16-летнего возраста. Вред здоровью может причиняться как в связи с недостаточным развитием половых органов потерпевших, так и в связи с возможным наступлением беременности, которая у неполностью половозрелой девушки способна негативно сказаться на её состоянии.
Потерпевшими при совершении деяния в форме полового сношения могут быть любые лица, в форме мужеложства — лица мужского пола, в форме лесбиянства — женского пола.
Основными признаками потерпевшего, определяющими возможность применения данной статьи, выступает возраст. В деяниях, предусмотренных частями 1 и 2 статьи 134 УК РФ, потерпевшим может быть только лицо, достигшее возраста 14 лет, но не достигшее 16-летнего возраста. В деяниях, предусмотренных частями 3 и 6 статьи 134 УК РФ, потерпевшим может быть только лицо, достигшее возраста 12 лет, но не достигшее возраста 14 лет. Потерпевшими от деяний, предусмотренных частями 4 и 5 статьи 134 УК РФ, могут быть как лица в возрасте от 12 до 14 лет, так и лица в возрасте от 14 до 16 лет. При этом квалификация преступлений по соответствующим возрастным признакам возможна лишь в случаях, когда виновный знал или допускал, что потерпевшим является лицо, не достигшее определённого возраста (пункт 22 ППВС № 16).
Потерпевшим от данного деяния не может быть лицо, не достигшее возраста 12 лет, поскольку законодатель в примечании к статье 131 УК РФ однозначно презюмирует, что такое лицо в силу возраста находится в беспомощном состоянии, то есть не может понимать характер и значение совершаемых с ним действий.
Несовершеннолетние потерпевшие от деяния, предусмотренного части 1 статьи 134 УК РФ, не должны состоять в зарегистрированном браке с совершеннолетним лицом. Возможность вступления в брак лиц, не достигших 16-летнего возраста, в настоящее время предусмотрена законодательством ряда субъектов РФ: в Ростовской, Московской, Вологодской, Владимирской, Самарской, Калужской областях разрешается снижать брачный возраст до 14 лет, Тверской, Мурманской и Рязанской — до 15 лет, Новгородской, Орловской, а также Башкортостане — без ограничений. В случае, если в брачных отношениях состоят лица, одно из которых достигло возраста 18 лет, а другое не достигло возраста 16 лет, то половое сношение между ними преступлением не является. Эта норма распространяется лишь на половые контакты после заключения брака, то есть даже после регистрации брака старший партнёр может быть привлечён к ответственности за половые сношения, совершённые до этого момента.

#### Половая зрелость
В течение длительного времени в УК РФ отсутствовали указания на недостижение потерпевшим от данного преступления половой зрелости, хотя данный признак и являлся криминообразующим в УК РСФСР 1960 года. Федеральным законом 29.02.2012 № 14-ФЗ редакция статьи 134 УК РФ была изменена: была установлена необходимость устанавливать недостижение половой зрелости, если возраст потерпевшего составляет от 14 до 16 лет. Федеральным законом от 28.12.2013 № 380-ФЗ вновь были внесены изменения в статью 134, исключившие такую необходимость. Таким образом, признак половой зрелости потерпевшего необходимо устанавливать для преступлений, совершённых в период действия Федерального закона 29.02.2012 № 14-ФЗ: по 9 января 2013 года (данный закон имеет обратную силу, так как частично декриминализовал деяния, совершённые с лицом, достигшим 14-летнего возраста и половой зрелости).
В научной литературе исключение из уголовного законодательства такого признака деяния, как недостижение потерпевшим половой зрелости, оценивалось скорее положительно. Указывалось, что достижение половой зрелости крайне сложно устанавливалось на практике (для этого требовалась специальная экспертиза). Кроме того, отмечалось, что, в отличие от возраста, половая зрелость потерпевших крайне редко может быть установлена субъектом преступления, что вносит элемент объективного вменения.

### Объективная сторона преступления
Объективная сторона состава, предусмотренного частью 1 статьи 134 УК РФ, включает в себя такое действие, как совершение полового сношения, то есть совершение полового акта между мужчиной и женщиной. В юридической литературе и судебной практике содержание понятия «половое сношение» обычно рассматривается при характеристике статьи 131 УК РФ. В отличие от изнасилования (статья 131 УК РФ), инициатором полового сношения может выступать как совершеннолетний мужчина (в отношении несовершеннолетней девушки), так и совершеннолетняя женщина (в отношении несовершеннолетнего юноши).
Объективная сторона состава, предусмотренного частью 2 статьи 134 УК РФ, включает совершение мужеложства (сексуальные контакты между мужчинами) или лесбиянства (сексуальные контакты между женщинами). Конкретные формы таких действий в законодательстве не конкретизированы, что вызывает споры в среде специалистов относительно их содержания (например, относительно включения оральных половых контактов в понятие «мужеложство»). Данные вопросы обычно рассматриваются применительно к квалификации насильственных действий сексуального характера (Статья 132 УК РФ).
Иные действия сексуального характера (к которым относится, в частности, оральный и анальный секс) хотя и упомянуты в названии статьи, не включены в диспозицию данной уголовно-правовой нормы. Отмечается, что расширительное толкование диспозиции в данном случае недопустимо, и подобные действия не должны квалифицироваться по статье 134 УК РФ. Предлагается до устранения пробела в законодательстве квалифицировать такие действия как развратные действия (ст. 135 УК РФ). Некоторые авторы предлагают также расширенно толковать понятие «половое сношение» применительно к статье 134, включая в него также анальный и оральный половой акт. Это даёт возможность квалифицировать такие действия по статье 134 УК РФ, однако имитация полового акта, в том числе с использованием различных предметов, всё же не может охватываться диспозицией данной статьи и должна рассматриваться как развратные действия.
Важным признаком объективной стороны преступления является использование способа, отличного от применения насилия, угрозы применением насилия в ближайшем будущем или использования беспомощного состояния потерпевших. Использование подобных способов для принуждения к вступлению в половую связь требует квалификации деяния по ст. 131 или 132 УК РФ как изнасилования или насильственных действий сексуального характера соответственно. Квалификация по статье 134 УК РФ возможна, даже если используемый способ получения согласия на вступление в половую связь сопряжён с определённым пороком воли несовершеннолетнего лица. Например, квалифицируется по статье 134 УК РФ фактическое вступление в половой контакт, если для получения согласия использовались такие способы понуждения как шантаж, угроза уничтожением, повреждением или изъятием имущества, использование материальной или иной зависимости (статья 133 УК РФ), угроза насилием, обращённая в будущее, обман относительно истинных намерений совершеннолетнего лица и т. д. Не исключается также квалификация деяния по данной статье, если инициатором вступления в сексуальный контакт является несовершеннолетний партнёр.
Следует, однако, учитывать, что несовершеннолетний партнёр должен понимать характер и значение совершаемых с ним действий либо оказать сопротивление виновному лицу, поскольку в противном случае внешнее отсутствие признаков насилия или угрозы насилия не имеет значения, так как имеет место использование беспомощного состояния. Для установления данного обстоятельства может использоваться судебная психолого-психиатрическая экспертиза.
Состав формальный, для квалификации деяния по статье 134 УК РФ не требуется наступления каких-либо негативных последствий для несовершеннолетнего потерпевшего. Окончено деяние с момента физиологического начала полового сношения или иных действий сексуального характера.

### Субъект преступления
Субъектом преступления является физическое вменяемое лицо, достигшее 18-летнего возраста. Субъектом деяния, предусмотренного часть 1 статьи 134 УК РФ, может являться только лицо, которое на момент совершения деяния не состояло в зарегистрированных брачных отношениях с потерпевшим.
В литературе указывается, что повышение возраста уголовной ответственности за данное преступление связано с тем, что лица младше 18 лет не могут сознавать общественной опасности добровольных сексуальных контактов с лицами младше 16 лет.
Совершение преступления родителем или иным лицом, на которое законом возложены обязанности по воспитанию несовершеннолетних, педагогом или другим работником образовательного, воспитательного, лечебного либо иного учреждения, обязанным осуществлять надзор за несовершеннолетними, не является квалифицирующим признаком данного преступления, но по общему правилу признаётся отягчающим обстоятельством (пункт «п» статьи 63 УК РФ).

### Субъективная сторона преступления
Субъективная сторона характеризуется умышленной формой вины. Федеральным законом от 29.02.2012 № 14-ФЗ из диспозиции статьи исключено указание на заведомое знание о возрасте потерпевших. Ранее подобное изменение редакции уже произошло в ст. 131 и ст. 132 УК РФ, ввиду чего следует применять выработанные практикой применительно к данным статьям правила квалификации. Согласно им, для признания наличия в действиях лица состава преступления в настоящее время не является обязательным установление достоверного знания обвиняемого о возрасте потерпевших, достаточно предположительного знания.
В то же время, следует учитывать возможность добросовестного заблуждения обвиняемого о возрасте потерпевших (например, в силу того, что возраст потерпевшего лица приближается к 16-летию (то есть к возрасту согласия) или в силу акселерации оно выглядит взрослее своего возраста). Судебная практика исходит из того, что исключение указания на «заведомость» из редакции статей Уголовного кодекса РФ не освобождает органы следствия от обязанности доказывания наличия у обвиняемого лица умысла на совершение инкриминируемых ему действий, то есть от обязанности доказывания, что обвиняемый «знал (прямой умысел) или допускал (косвенный умысел), что потерпевший(-ая) не достиг(ла) возраста, указанного в диспозиции соответствующей статьи 131—135 УК РФ». О возрасте потерпевшего лицо может судить как на основании достоверных сведений (например, если оно является её родственником, знакомым, соседом), так и на основании, например, внешнего облика.
Мотивы совершения преступления не имеют значения для квалификации. В данном половом преступлении преобладает сексуальная мотивация, в том числе осложнённая расстройствами полового влечения (такими как педофилия). Однако влечение к лицам, не достигшим половой зрелости, может быть и следствием недостаточной уверенности в собственной сексуальной состоятельности. В таких случаях мотивом совершения преступления может служить стремление к самоутверждению.

## Порядок уголовного преследования
Ст. 134 УК РФ относится к делам публичного обвинения. Это означает, что дело может быть возбуждено как по заявлению потерпевшего или его законных представителей, так и без чьего-либо заявления.

## Квалифицирующие признаки
Квалифицированные составы данного деяния предусмотрены частями 3, 4, 5 и 6 статьи 134 УК РФ.
Часть 3 статьи 134 УК РФ предусматривает ответственность за половое сношение, мужеложство или лесбиянство, совершенные с лицом, достигшим двенадцатилетнего возраста, но не достигшим четырнадцатилетнего возраста.
Часть 4 статьи 134 УК РФ предусматривает ответственность за половое сношение, мужеложство или лесбиянство, совершённые в отношении двух и более потерпевших, входящих в описанные в части 1, 2 и 3 статьи 134 УК РФ возрастные категории.
Часть 5 статьи 134 УК РФ устанавливает ответственность за совершение указанных деяний в составе группы лиц, группы лиц по предварительному сговору или организованной группы.
Часть 6 статьи 134 УК РФ предусматривает ответственность за половое сношение, мужеложство или лесбиянство, совершенные с лицом, достигшим двенадцатилетнего возраста, но не достигшим четырнадцатилетнего возраста, совершённое лицом, имеющим судимость за ранее совершенное преступление против половой неприкосновенности несовершеннолетнего.
Половые сношения или иные действия сексуального характера в отношении двух или более лиц могут быть совершены одновременно или в разное время, не образуют совокупности преступлений и подлежит квалификации по ч. 4 ст. 134 УК РФ, а при наличии к тому оснований — по ч. 5 и 6 данной статьи, при условии, что ни за одно из данных деяний виновный ранее не был осужден (п. 19 ППВС № 16).
Совершение оконченного деяния, предусмотренного ст. 134 УК РФ, в отношении одного потерпевшего и покушение на совершение аналогичного деяния в отношении другого потерпевшего не может рассматриваться как оконченное преступление, предусмотренное ч. 4 ст 134 УК РФ. В таких случаях независимо от последовательности преступных действий содеянное следует квалифицировать по ч. 1-3, 5-6 ст. 134 и по ч. 3 ст. 30 и ч. 4 ст. 134 УК РФ (то есть как совокупность оконченного деяния, направленного на одного потерпевшего, и покушения на аналогичное деяние, совершённое в отношении двух и более потерпевших).
Особенности квалификации группового совершения данного деяния разработаны в теории и практике уголовного права применительно к составу группового изнасилования (п. «а» ч. 2 ст. 131 УК РФ) и разъясняются п. 10 ППВС № 16. Понятия «группа лиц», «группа лиц по предварительному сговору» и «организованная группа» определяются в ст. 35 УК РФ. По данной части осуществляется также квалификация преступного деяния, совершённого членами преступного сообщества (преступной организации), которое в такой ситуации приравнивается к организованной группе.
Групповое деяние может совершаться как в отношении одного, так и нескольких потерпевших. В последнем случае не имеет значения, совершали ли несколько лиц половое сношение или иные действия сексуального характера с одним потерпевшим, либо каждый из участников группы совершал указанные действия с одним из потерпевших.
Если лицо непосредственно не вступало в половое сношение или не совершало действия сексуального характера с потерпевшим лицом, а лишь содействовало совершению преступления советами, указаниями, предоставлением информации виновному лицу либо устранением препятствий, а также наблюдало за окружающей обстановкой в момент совершения изнасилования и т. п., оно признаётся пособником преступления, предусмотренного ст. 134. Пособничество должно быть активным: не являются пособничеством такие действия, как несовершение действий по воспрепятствованию совершению деяния.
Особенности имеет квалификация действий участников организованной группы: независимо от фактически выполняемой роли, организатор и участники группы несут ответственность как соисполнители преступления по ч. 5 ст. 134 без ссылки на ст. 33 УК РФ. Некоторые учёные не соглашаются с таким толкованием закона, требуя оценки действий участников такой группы в соответствии с выполняемыми ролями.
Как и во всех случаях совершения группового преступления, квалификация по ч. 5 ст. 134 УК РФ осуществляется только если непосредственное исполнение преступления осуществлялось двумя и более лицами, способными нести уголовную ответственность и обладающими признаками специального субъекта, что применительно к данному деянию означает участие в совершении деяния не менее двух совершеннолетних лиц. Также не может быть признано групповым совершение полового сношения или иных действий сексуального характера несколькими лицами в отношении одного и того же потерпевшего, осуществлявшиеся независимо, без согласования и оказания содействия друг другу.
При групповом способе совершения данное преступное деяние окончено с момента начала совершения полового сношения либо иных действий сексуального характера любым из участников группы, поэтому независимо от того, удалось ли прочим соучастникам совершить аналогичные действия, они несут ответственность за оконченное преступление. Иное решение вопроса об ответственности возможно лишь в случае совершения деяния группой лиц без предварительного сговора, когда имеет место присоединение лица к уже совершаемому преступному деянию; в таком случае действия каждого из соучастников квалифицируются исходя из содержания тех эпизодов преступления, в которых они принимали непосредственное участие.
Для квалификации деяния по ч. 6 ст. 134 УК РФ, судимость за ранее совершённые преступления против половой неприкосновенности несовершеннолетних должна быть неснятой и непогашенной. К таким преступлениям относятся следующие деяния: изнасилование и насильственные действия сексуального характера, совершённые в отношении лиц, не достигших 18-летнего возраста (ст. 131, 132 УК РФ), половое сношение и иные действия сексуального характера с лицом, не достигшим возраста 16 лет (ст. 134 УК РФ), развратные действия (ст. 135 УК РФ) (п. 14 ППВС № 16).

## Квалификация и отграничение от других составов преступлений
В ситуации, когда виновный вначале совершает насильственное половое сношение или иные действия сексуального характера с потерпевшим, не достигшим 16-летнего возраста, а потом совершает половые акты или иные действия сексуального характера по добровольному согласию, содеянное квалифицируется по совокупности ст. 131 или ст. 132 УК РФ и ст. 134 УК РФ.
Если после начала полового сношения, мужеложства или лесбиянства к потерпевшему лицу с целью его понуждения к продолжению совершения таких действий применяется насилие или выражается угроза применения насилия, содеянное охватывается ст. 131 УК РФ или ст. 132 УК РФ и не требует дополнительной квалификации по ст. 134 УК РФ (п. 18 ППВС № 16).
В силу примечания к ст. 131 УК РФ, половое сношение и иные действия сексуального характера, совершённые в отношении лиц, не достигших 12-летнего возраста, рассматриваются как изнасилование или насильственные действия сексуального характера. Следует также иметь в виду, что ответственность за данные преступления наступает с 14-летнего возраста. Ввиду этого возможным становится привлечение к ответственности несовершеннолетнего, достигшего 14-летнего возраста, за совершение действий сексуального характера в отношении лица, не достигшего 12-летнего возраста (п. 20 ППВС № 16).

## Освобождение от уголовной ответственности и наказания
Примечание 1 к ст. 134 УК РФ предусматривает специальное основание освобождения от наказания за данное преступление, являющееся разновидностью освобождения от наказания в связи с изменением обстановки. Лицо, впервые совершившее половое сношение с лицом, достигшим 14-летнего, но не достигшим 16-летнего возраста (ч. 1 ст. 134 УК РФ), освобождается судом от наказания, если будет установлено, что это лицо и совершенное им преступление перестали быть общественно опасными в связи со вступлением в брак с потерпевшей (потерпевшим).
Впервые совершившим преступление считается лицо, не имеющее неснятой и непогашенной судимости за аналогичное деяние. Освобождение от наказания в случае установления данного обстоятельства является обязанностью суда.
Поскольку деяние, предусмотренное ч. 1 ст. 134 УК РФ, относится к категории преступлений средней тяжести, возможно также освобождение от уголовной ответственности в связи с деятельным раскаянием (статья 75 УК РФ) и примирением с потерпевшим (статья 76 УК РФ).

## Санкция
Санкция части 1 ст. 134 УК РФ носит альтернативный и частично кумулятивный характер и предусматривает назначение следующих наказаний: обязательные работы на срок до 480 часов либо ограничение свободы на срок до 4 лет, либо принудительные работы на срок до 4 лет с лишением права занимать определённые должности или заниматься определённой деятельностью на срок до 3 лет или без такового, либо лишением свободы на срок до 4 лет с лишением права занимать определённые должности или заниматься определённой деятельностью на срок до 10 лет или без такового. Данное деяние относится к числу преступлений средней тяжести.
Санкция части 2 ст. 134 УК РФ носит альтернативный и кумулятивный характер и предусматривает назначение следующих наказаний: принудительные работы на срок до 5 лет с лишением права занимать определённые должности или заниматься определённой деятельностью на срок до 3 лет или без такового, либо лишением свободы на срок до 6 лет с лишением права занимать определённые должности или заниматься определённой деятельностью на срок до 10 лет или без такового. Данное деяние относится к числу тяжких преступлений.
Санкция части 3 ст. 134 УК РФ носит кумулятивный характер и предусматривает назначение следующих наказаний: лишение свободы на срок от 3 до 10 лет с лишением права занимать определённые должности или заниматься определённой деятельностью на срок до 15 лет или без такового и с ограничением свободы на срок до 2 лет либо без такового. Данное деяние относится к числу тяжких преступлений.
Санкция части 4 ст. 134 УК РФ носит кумулятивный характер и предусматривает назначение следующих наказаний: лишение свободы на срок от 8 до 15 лет с лишением права занимать определённые должности или заниматься определённой деятельностью на срок до 20 лет либо без такового. Данное деяние относится к числу особо тяжких преступлений.
Санкция части 5 ст. 134 УК РФ носит кумулятивный характер и предусматривает назначение следующих наказаний: лишение свободы на срок от 12 до 20 лет с лишением права занимать определённые должности или заниматься определённой деятельностью на срок до 20 лет или без такового и с ограничением свободы на срок до 2 лет либо без такового. Данное деяние относится к числу особо тяжких преступлений.
Санкция части 6 ст. 134 УК РФ носит альтернативный и кумулятивный характер и предусматривает назначение следующих наказаний: лишение свободы на срок от 15 до 20 лет с лишением права занимать определённые должности или заниматься определённой деятельностью на срок до 20 лет либо пожизненным лишением свободы. Данное деяние относится к числу особо тяжких преступлений.